# アンタントレン
アンタントレン（anthanthrene）は、化学式がC22H12で表される多環芳香族炭化水素の一つ。